# Saint-Laurent-sur-Gorre
 Saint-Laurent-sur-Gorre  (en occitano Sent Laurenç de Gòra
) es una población y comuna francesa, situada en la región de Lemosín, departamento de Alto Vienne, en el distrito de Rochechouart y cantón de Saint-Laurent-sur-Gorre.

## Demografía
| 1529 | 1356 | 1344 | 1440 | 1547 | 1422 | 1442 |
| Para los censos de 1962 a 1999 la población legal corresponde a la población sin duplicidades (Fuente: INSEE [Consultar]) |      |      |      |      |      |      |